# Black Hat SEO
A Black Hat SEO (fekete kalap) azon SEO (keresőoptimizálási) eljárások összessége, amelyek a kereső cégek által nem engedélyezettek etikátlan módszerük miatt. Ezek a módszerek folyamatosan fejlődnek és finomodnak a keresőmotorok fejlesztésével együtt, ezért minden „Black Hat” technikát lehetetlen felsorolni. Az elnevezés egyes régi westernfilmekből ered, ahol a „jó” karakter fehér kalapot viselt a „rossz” pedig feketét.

## Célja és jellemzése
Célja a többnyire gyors és gyakran rövidtávú forgalom növekedés érdekében a kereső motorok gyengeségeit kihasználva etikátlan előnyhöz juttatni egy weboldalt a jobb keresési rangsor érdekében. A legnagyobb problémát az jelenti, hogy ezen módszerek nem csak a kereső rendszereket csapják be, hanem a felhasználókat is, és olyan tartalomra vagy oldalra vezetik őket, amelyet nem kívántak felkeresni illetve nem felelnek meg a céljaiknak.

## A Black Hat és a keresők viszonya
A Black Hat SEO módszerek büntetendőek, a keresők általában hátrébb sorolják a találati listán a fekete módszereket alkalmazó weblapokat, vagy pedig teljesen kitiltják az adatbázisból, ami azt eredményezi, hogy a keresőkből érkező látogatók száma gyakorlatilag a nullára csökken.
Olyan weblapok is büntetést kaphatnak, amelyek tisztességesek ugyan, de Black Hat SEO módszereket alkalmazó weblapokra hivatkoznak linkelés útján, ezáltal a besorolásukat erősítve.
A Black Hat SEO módszerek nem korlátozódnak a Google keresőre, hanem kiterjednek mindenfajta keresőre, beleértve a Google versenytársait, valamint a különböző nagyforgalmú közösségi portálok, videómegosztó oldalak, fórumok keresőit. Ez utóbbi esetén az egyszerűbb módszerekhez tartozik, amikor egy felhasználó neve nagyon sok „a” betűvel, vagy nagyon sok „0” karakterrel kezdődik, ugyanis visszaél azzal a ténnyel, hogy az adott fórum vagy közösségi portál keresője abc-sorrendben listázza a találatokat.